# 垭口站
垭口站是一个成昆线上的铁路车站，位于四川省攀枝花市米易县垭口镇，建于1970年，目前为四等站，邮政编码为617206。目前车站不办理客运业务，货运业务于2019年5月10日复办。车站设有面积面积12212平方米的货场，办理整车货物发到，但怕湿货物仅办理钛精矿粉发到。车站的货源吸引区为米易县，主要办理发到货物品类为金属矿。
1997年7月7日车站发生泥石流灾害，1000多立方米的泥石流上道并冲空50米的站内股道，导致线路中断2小时20分。事后铁路部门对站内箱涵进行改造以增加其通过能力。